# 2020—2021年亞美尼亞示威
2020－2021年亞美尼亞示威始於亞美尼亞和亞塞拜然於2020年11月10日簽署2020年納戈爾諾-卡拉巴赫停火協議後，亞美尼亞總理尼科爾·帕希尼揚在Facebook上宣布他簽署了停火協議，協議內容中亞美尼亞軍隊將會撤出並放棄亞美尼亞在納卡戰爭後佔領的亞塞拜然領土，這當中包括了納戈爾諾-卡拉巴赫周邊地區。成千上萬的亞美尼亞人上街抗議，數百人衝進首都葉里溫的國會大廈並要求簽署協議的總理帕希尼揚下台。亚美尼亚国会议长阿拉拉特·米尔佐扬被闯入议会的示威者殴打。事後米尔佐扬接受手术治療。
2021年2月25日，亞美尼亞武裝部隊總參發佈備忘錄要求總理尼科尔·帕希尼扬辭職下台，但帕辛揚譴責這是一次未遂的軍事政變。

## 背景
在2020年納戈爾諾-卡拉巴赫戰爭期間，亞塞拜然武裝力量經過三天的戰鬥，奪取了許多定居點的控制權，包括具有戰略意義的重要城市和納卡地區第二大城舒沙。戰爭最終以亞塞拜然的勝利結束，雙方在俄羅斯總統普丁的斡旋下簽署了停火協議。根據協議，亞美尼亞和亞塞拜然軍隊將繼續留在原地，直到亞美尼亞軍隊歸還其佔領的納戈爾諾-卡拉巴赫周邊地區（克爾巴賈爾、阿格達姆區和拉欽地區）給亞塞拜然。亞塞拜然則將保留戰爭期間佔領的所有納卡地區南部領土，並將在其餘的納卡地區部署約2,000名的俄羅斯維和部隊。在亞塞拜然廣泛慶祝勝利的同時，一些亞美尼亞人迅速走上街頭。抗議者稱總理帕希尼揚為「叛徒」，並要求他下台，廢除停火協議並重新開始戰爭以奪回納卡地區。
而同時，亞美尼亞国家安全局前局长瓦内强、亚美尼亚共和党国会前领袖巴格达萨良（Vahram Baghdasaryan）等人因计划暗杀帕希尼扬而被逮捕。對於大規模示威，帕希尼扬表示，自己是在别无选择下签署停火协议，目的是避免国家丧失更多领土，并表示自己願为此承担个人责任，但拒絕辞职。